# 漠泥沟乡
漠泥沟乡，是中华人民共和国甘肃省临夏回族自治州临夏县下辖的一个乡镇级行政单位。

## 行政区划
漠泥沟乡下辖以下地区：
阳洼村、何家村、大庄村、前川村、台塔村和姬家村。

## 名人
- 馬占鰲